# Gareth McAuley
Gareth McAuley (ur. 5 grudnia 1979 w Gleone) – północnoirlandzki piłkarz występujący na pozycji obrońcy. Zawodnik klubu Rangers.

## Kariera klubowa
McAuley seniorską karierę rozpoczynał w 1999 roku w klubie Linfield z Irish Football League. Na sezon 1999/2000 został stamtąd wypożyczony do Ballyclare Comrades z IFA Championship. W 2000 roku odszedł do ekipy Crusaders (Irish Football League), gdzie spędził 2 lata. Potem trafił do zespołu Coleraine (Irish Football League), z którym w 2003 roku zdobył Puchar Irlandii Północnej.
W 2004 roku McAuley podpisał kontrakt z angielskim Lincoln City z League Two. W tych rozgrywkach zadebiutował 7 sierpnia 2004 roku w wygranym 1:0 pojedynku ze Shrewsbury Town. W sezonie 2005/2006 został wybrany do jedenastki sezonu League Two. W Lincoln spędził 2 lata.
W 2006 roku odszedł do Leicester City, grającego w Championship. Pierwszy ligowy mecz zaliczył tam 23 września 2006 roku przeciwko Colchester United (0:0). 10 lutego 2007 roku w wygranym 2:0 spotkaniu z Ipswich Town strzelił oba gole dla swojej drużyny, które były jednocześnie jego pierwszymi w Championship. W 2008 roku, po spadku Leicester do League One, McAuley odszedł z klubu.
Podpisał wówczas kontrakt z Ipswich Town z Championship. Zadebiutował tam 9 sierpnia 2008 roku w przegranym 1:2 pojedynku z Prestonem.
W czerwcu 2011 roku podpisał trzyletni kontrakt z West Bromwich Albion.

## Kariera reprezentacyjna
W reprezentacji Irlandii Północnej McAuley zadebiutował 4 czerwca 2005 roku w przegranym 1:4 towarzyskim meczu z Niemcami. 11 lutego 2009 roku w wygranym 3:0 pojedynku eliminacji Mistrzostw Świata 2010 z San Marino strzelił pierwszego gola w drużynie narodowej.